# Temporada 2017-18 de la NBA G League
La Temporada 2017-18 de la NBA Development League, conocida por motivos de patrocinio como NBA G League fue la decimoséptima temporada de la NBA D-League, la liga de desarrollo de la NBA. Tomaron parte 26 equipos, cuatro más que en la temporada 2016-17, configurándose seis divisiones, Atlántico, Central, Sureste, Medio Este, Suroeste y Pacífico, disputando una fase regular de 50 partidos cada uno. Fue la primera edición que cambió de denominación debido al patrocinio de Gatorade.

## Novedades
La liga se expandió hasta los 26 equipos, el máximo de la historia,  de los 22 de la temporada anterior. Hubo una recolocación (Erie BayHawks a Lakeland, Florida para convertirse en los Lakeland Magic) y cuatro equipos nuevos (los Agua Caliente Clippers, los nuevos Erie BayHawks, los Memphis Hustle y los Wisconsin Herd), cada uno de ellos propiedad y afiliado de un equipo de la NBA. Los Iowa Energy fueron adquiridos por los Minnesota Timberwolves al final de la temporada anterior, siendo renombrados como Iowa Wolves. Los Miami Heat adquirieron los Sioux Falls Skyforce, sus afiliados desde 2013. Los Angeles D-Fenders fueron recolocados en El Segundo y se renombraron como South Bay Lakers. Las adquisiciones y las expansiones dejaron finalmente a sólo cuatro equipos de la NBA sin filial, de los ocho de la temporada anterior.

## Temporada regular
Actualizado a 11 de marzo de 2018.
| Equipo (afiliado)            | G  | P  | PCT  | PD | Casa  | Fuera |
| ---------------------------- | -- | -- | ---- | -- | ----- | ----- |
| z – Westchester Knicks (NYK) | 32 | 18 | .640 | 0  | 13–12 | 19–6  |
| x – Raptors 905 (TOR)        | 31 | 19 | .620 | 1  | 18–7  | 13–12 |
| Long Island Nets (BKN)       | 27 | 23 | .540 | 5  | 14–11 | 13–12 |
| Maine Red Claws (BOS)        | 17 | 33 | .340 | 15 | 14–11 | 3–22  |

| Equipo (afiliado)             | G  | P  | PCT  | PD | Casa  | Fuera |
| ----------------------------- | -- | -- | ---- | -- | ----- | ----- |
| y – Fort Wayne Mad Ants (IND) | 29 | 21 | .580 | 0  | 19–6  | 10–15 |
| x – Grand Rapids Drive (DET)  | 29 | 21 | .580 | 0  | 16–9  | 13–12 |
| Windy City Bulls (CHI)        | 24 | 26 | .480 | 5  | 13–12 | 11–14 |
| Canton Charge (CLE)           | 22 | 28 | .440 | 7  | 9–16  | 13–12 |
| Wisconsin Herd (MIL)          | 21 | 29 | .420 | 8  | 8–17  | 13–12 |

| Equipo (afiliado)        | G  | P  | PCT  | PD | Casa  | Fuera |
| ------------------------ | -- | -- | ---- | -- | ----- | ----- |
| y – Erie BayHawks (ATL)  | 28 | 22 | .560 | 0  | 15–10 | 13–12 |
| x – Lakeland Magic (ORL) | 28 | 22 | .560 | 0  | 15–10 | 13–12 |
| Greensboro Swarm (CHA)   | 16 | 34 | .320 | 12 | 9–16  | 7–18  |
| Delaware 87ers (PHI)     | 16 | 34 | .320 | 12 | 6–19  | 10–15 |

| Equipo (afiliado)            | G  | P  | PCT  | PD | Casa  | Fuera |
| ---------------------------- | -- | -- | ---- | -- | ----- | ----- |
| y – Oklahoma City Blue (OKC) | 28 | 22 | .560 | 0  | 15–10 | 13–12 |
| Sioux Falls Skyforce (MIA)   | 25 | 25 | .500 | 3  | 13–12 | 12–13 |
| Iowa Wolves (MIN)            | 24 | 26 | .480 | 4  | 14–11 | 10–15 |
| Memphis Hustle (MEM)         | 21 | 29 | .420 | 7  | 10–15 | 11–14 |

| Equipo (afiliado)            | G  | P  | PCT  | PD | Casa  | Fuera |
| ---------------------------- | -- | -- | ---- | -- | ----- | ----- |
| y – Reno Bighorns (SAC)      | 29 | 21 | .580 | 0  | 14–11 | 15–10 |
| x – South Bay Lakers (LAL)   | 28 | 22 | .560 | 1  | 16–9  | 12–13 |
| Santa Cruz Warriors (GSW)    | 23 | 27 | .460 | 6  | 13–12 | 10–15 |
| Northern Arizona Suns (PHX)  | 23 | 27 | .460 | 6  | 13–12 | 10–15 |
| Agua Caliente Clippers (LAC) | 23 | 27 | .460 | 6  | 14–11 | 9–16  |

| Equipo (afiliado)                  | G  | P  | PCT  | PD | Casa  | Fuera |
| ---------------------------------- | -- | -- | ---- | -- | ----- | ----- |
| z – Austin Spurs (SAS)             | 32 | 18 | .640 | 0  | 17–8  | 15–10 |
| x – Rio Grande Valley Vipers (HOU) | 29 | 21 | .580 | 3  | 14–11 | 15–10 |
| x – Texas Legends (DAL)            | 29 | 21 | .580 | 3  | 16–9  | 13–12 |
| Salt Lake City Stars (UTA)         | 16 | 34 | .320 | 16 | 11–14 | 5–20  |

## Playoffs
|  | 1ª ronda           | 1ª ronda                 | 1ª ronda           |                          |     | 2ª ronda            | 2ª ronda | 2ª ronda |  |   | Semifinales  | Semifinales | Semifinales |    |    | Final | Final | Final | Final | Final |  |
|  |                    |                          |                    |                          |     |                     |          |          |  |   |              |             |             |    |    |       |       |       |       |       |  |
|  |                    |                          |                    |                          |     |                     |          |          |  |   |              |             |             |    |    |       |       |       |       |       |  |
|  |                    |                          |                    |                          |     |                     |          |          |  |   |              |             |             |    |    |       |       |       |       |       |  |
|  |                    |                          |                    |                          |     |                     |          |          |  |   |              |             |             |    |    |       |       |       |       |       |  |
|  |                    |                          |                    |                          |     |                     |          |          |  |   |              |             |             |    |    |       |       |       |       |       |  |
|  |                    | 1                        | Westchester Knicks | 80                       |     |                     |          |          |  |   |              |             |             |    |    |       |       |       |       |       |  |
|  |                    |                          |                    | 80                       |     |                     |          |          |  |   |              |             |             |    |    |       |       |       |       |       |  |
|  |                    |                          | 4                  | Raptors 905              | 92  |                     |          |          |  |   |              |             |             |    |    |       |       |       |       |       |  |
|  | 4                  | Raptors 905              | 4                  | Raptors 905              | 92  | 92                  |          |          |  |   |              |             |             |    |    |       |       |       |       |       |  |
|  | 4                  | Raptors 905              |                    |                          |     |                     |          |          |  |   |              |             |             |    |    |       |       |       |       |       |  |
|  | 5                  | Grand Rapids Drive       | 88                 |                          |     |                     |          |          |  |   |              |             |             |    |    |       |       |       |       |       |  |
|  | 5                  | Grand Rapids Drive       | 88                 |                          |     |                     |          |          |  | 4 | Raptors 905  | 118         |             |    |    |       |       |       |       |       |  |
|  | Eastern Conference |                          |                    |                          |     |                     |          |          |  | 4 | Raptors 905  | 118         |             |    |    |       |       |       |       |       |  |
|  |                    |                          | 3                  | Erie BayHawks            | 106 |                     |          |          |  |   |              |             |             |    |    |       |       |       |       |       |  |
|  | 3                  | Erie BayHawks            | 3                  | Erie BayHawks            | 106 | 96                  |          |          |  |   |              |             |             |    |    |       |       |       |       |       |  |
|  | 3                  | Erie BayHawks            |                    |                          |     |                     |          |          |  |   |              |             |             |    |    |       |       |       |       |       |  |
|  | 6                  | Lakeland Magic           | 90                 |                          |     |                     |          |          |  |   |              |             |             |    |    |       |       |       |       |       |  |
|  | 6                  | Lakeland Magic           | 90                 |                          | 2   | Fort Wayne Mad Ants | 116      |          |  |   |              |             |             |    |    |       |       |       |       |       |  |
|  |                    |                          |                    |                          | 2   | Fort Wayne Mad Ants | 116      |          |  |   |              |             |             |    |    |       |       |       |       |       |  |
|  |                    |                          | 3                  | Erie BayHawks            | 119 |                     |          |          |  |   |              |             |             |    |    |       |       |       |       |       |  |
|  |                    |                          | 3                  | Erie BayHawks            | 119 |                     |          |          |  |   |              |             |             |    |    |       |       |       |       |       |  |
|  |                    |                          |                    |                          |     |                     |          |          |  |   |              |             |             |    |    |       |       |       |       |       |  |
|  |                    |                          |                    |                          |     |                     |          |          |  |   |              |             |             |    |    |       |       |       |       |       |  |
|  |                    |                          |                    |                          |     |                     |          |          |  |   |              | E4          | Raptors 905 | 93 | 76 |       |       |       |       |       |  |
|  |                    |                          |                    |                          |     |                     |          |          |  |   |              |             |             | 93 | 76 |       |       |       |       |       |  |
|  |                    |                          | W1                 | Austin Spurs             | 105 | 98                  |          |          |  |   |              |             |             |    |    |       |       |       |       |       |  |
|  |                    |                          | W1                 | Austin Spurs             | 105 | 98                  |          |          |  |   |              |             |             |    |    |       |       |       |       |       |  |
|  |                    |                          |                    |                          |     |                     |          |          |  |   |              |             |             |    |    |       |       |       |       |       |  |
|  |                    |                          |                    |                          |     |                     |          |          |  |   |              |             |             |    |    |       |       |       |       |       |  |
|  |                    | 1                        | Austin Spurs       | 117                      |     |                     |          |          |  |   |              |             |             |    |    |       |       |       |       |       |  |
|  |                    |                          |                    | 117                      |     |                     |          |          |  |   |              |             |             |    |    |       |       |       |       |       |  |
|  |                    |                          | 4                  | Rio Grande Valley Vipers | 91  |                     |          |          |  |   |              |             |             |    |    |       |       |       |       |       |  |
|  | 4                  | Rio Grande Valley Vipers | 4                  | Rio Grande Valley Vipers | 91  | 107                 |          |          |  |   |              |             |             |    |    |       |       |       |       |       |  |
|  | 4                  | Rio Grande Valley Vipers |                    |                          |     |                     |          |          |  |   |              |             |             |    |    |       |       |       |       |       |  |
|  | 5                  | Texas Legends            | 100                |                          |     |                     |          |          |  |   |              |             |             |    |    |       |       |       |       |       |  |
|  | 5                  | Texas Legends            | 100                |                          |     |                     |          |          |  | 1 | Austin Spurs | 104         |             |    |    |       |       |       |       |       |  |
|  | Western Conference |                          |                    |                          |     |                     |          |          |  | 1 | Austin Spurs | 104         |             |    |    |       |       |       |       |       |  |
|  |                    |                          | 6                  | South Bay Lakers         | 93  |                     |          |          |  |   |              |             |             |    |    |       |       |       |       |       |  |
|  | 3                  | Oklahoma City Blue       | 6                  | South Bay Lakers         | 93  | 105                 |          |          |  |   |              |             |             |    |    |       |       |       |       |       |  |
|  | 3                  | Oklahoma City Blue       |                    |                          |     |                     |          |          |  |   |              |             |             |    |    |       |       |       |       |       |  |
|  | 6                  | South Bay Lakers         | 125                |                          |     |                     |          |          |  |   |              |             |             |    |    |       |       |       |       |       |  |
|  | 6                  | South Bay Lakers         | 125                |                          | 2   | Reno Bighorns       | 109      |          |  |   |              |             |             |    |    |       |       |       |       |       |  |
|  |                    |                          |                    |                          | 2   | Reno Bighorns       | 109      |          |  |   |              |             |             |    |    |       |       |       |       |       |  |
|  |                    |                          | 6                  | South Bay Lakers         | 126 |                     |          |          |  |   |              |             |             |    |    |       |       |       |       |       |  |
|  |                    |                          | 6                  | South Bay Lakers         | 126 |                     |          |          |  |   |              |             |             |    |    |       |       |       |       |       |  |
|  |                    |                          |                    |                          |     |                     |          |          |  |   |              |             |             |    |    |       |       |       |       |       |  |
|  |                    |                          |                    |                          |     |                     |          |          |  |   |              |             |             |    |    |       |       |       |       |       |  |
|  |                    |                          |                    |                          |     |                     |          |          |  |   |              |             |             |    |    |       |       |       |       |       |  |
|  |                    |                          |                    |                          |     |                     |          |          |  |   |              |             |             |    |    |       |       |       |       |       |  |

### Finales
| Domingo, 8 de abril | Austin Spurs                                                                     | 105–93               | Raptors 905                                                          | |  |
|                     | Parciales: 30–23, 24–26, 27–27, 24–17                                            |                      |                                                                      | |  |
|                     | Estadísticas Derrick White – 35 Jaron Blossomgame – 11 D. Hilliard, D. White – 3 | Reporte Pts Reb Asts | Estadísticas Lorenzo Brown – 20 Kennedy Meeks – 10 Lorenzo Brown – 8 | Pabellón: H-E-B Center at Cedar Park Asistencia: 4,321 espectadores Árbitros: #37 Matt Myers, #48 Vladimir Voyard-Tadal, #24 Brandon Adair Televisión: ESPN |  |

| Martes, 10 de abril | Raptors 905                                                                    | 76–98                | Austin Spurs                                                             | |  |
|                     | Parciales: 18-28, 20-18, 24–27, 14-25                                          |                      |                                                                          | |  |
|                     | Estadísticas Keane, Miller – 12 Meeks, Alfonzo McKinnie – 9 Lorenzo Brown – 10 | Reporte Pts Reb Asts | Estadísticas Nick Johnson – 17 Jaron Blossomgame – 10 Olivier Hanlan – 7 | Pabellón: Hershey Centre Asistencia: 3.262 espectadores Árbitros: #35 John Butler, #5 Natalie Sago, #19 Phenizee Ransom, #11 Randy Richardson Televisión: ESPN |  |

## Estadísticas

### Líderes estadísticas individuales
| Categoría               | Jugador          | Equipo                | Estadística |
| ----------------------- | ---------------- | --------------------- | ----------- |
| Puntos por partido      | Antonio Blakeney | Windy City Bulls      | 32.0        |
| Rebotes por partido     | Amile Jefferson  | Iowa Wolves           | 12.9        |
| Asistencias por partido | Josh Magette     | Erie BayHawks         | 10.2        |
| Robos por partido       | Josh Gray        | Northern Arizona Suns | 2.4         |
| Tapones por partido     | Amida Brimah     | Austin Spurs          | 2.6         |
| Pérdidas por partido    | Daniel Hamilton  | Oklahoma City Blue    | 5.0         |
| Faltas por partido      | Isaiah Hicks     | Westchester Knicks    | 3.9         |
| Minutos por partido     | Ryan Arcidiacono | Windy City Bulls      | 39.5        |
| % Tiros de campo        | Damian Jones     | Santa Cruz Warriors   | 67.8%       |
| % Tiros libres          | Quinn Cook       | Santa Cruz Warriors   | 94.9%       |
| % Triples               | Andre Ingram     | South Bay Lakers      | 46.7%       |
| Doble-dobles            | Amile Jefferson  | Iowa Wolves           | 35          |
| Triple-dobles           | Daniel Hamilton  | Oklahoma City Blue    | 9           |

### Máximos individuales en un partido
| Categoría   | Jugador          | Equipo               | Estadística |
| ----------- | ---------------- | -------------------- | ----------- |
| Puntos      | Trey Davis       | Maine Red Claws      | 57          |
| Rebotes     | Devin Williams   | Maine Red Claws      | 23          |
| Asistencias | Josh Magette     | Erie BayHawks        | 19          |
| Robos       | Tra-Deon Hollins | Fort Wayne Mad Ants  | 10          |
| Tapones     | Jimmie Taylor    | Sioux Falls Skyforce | 11          |
| Triples     | Milton Doyle     | Long Island Nets     | 11          |

### Líderes por equipo
| Categoría               | Equipo                   | Estadística |
| ----------------------- | ------------------------ | ----------- |
| Puntos por partido      | Rio Grande Valley Vipers | 120.5       |
| Rebotes por partido     | South Bay Lakers         | 47.0        |
| Asistencias por partido | Santa Cruz Warriors      | 26.3        |
| Robos por partido       | Rio Grande Valley Vipers | 10.6        |
| Tapones por partido     | Austin Spurs             | 6.6         |
| Pérdidas por partido    | Rio Grande Valley Vipers | 18.5        |
| % Tiros de campo        | Santa Cruz Warriors      | 50.2%       |
| % Tiros libres          | Austin Spurs             | 79.8%       |
| % Tiros de 3            | Memphis Hustle           | 39.4%       |
| +/−                     | Raptors 905              | +5.0        |

## Premios de la NBA D-League
- MVP de la temporada: Lorenzo Brown, Raptors 905
- Entrenador del Año: Mike Miller, Westchester Knicks
- Rookie del año: Antonio Blakeney, Windy City Bulls
- Jugador defensivo del Año: Landry Nnoko. Grand Rapids Drive
- Jugador más impactante:
- Jugador más mejorado: DeQuan Jones, Fort Wayne Mad Ants
- Ejecutivo del Año: Steve Brandes, Wisconsin Herd
- Sportsmanship Award: C. J. Williams, Agua Caliente Clippers

| - Mejor quinteto de la temporada - Quinn Cook, Santa Cruz Warriors - Lorenzo Brown, Raptors 905 - Georges Niang, Salt Lake City Stars - Jameel Warney, Texas Legends - Thomas Bryant, South Bay Lakers | - 2º Mejor quinteto de la temporada - Antonio Blakeney, Windy City Bulls - Alex Caruso, South Bay Lakers - Amile Jefferson, Iowa Wolves - Johnathan Motley, Texas Legends - Christian Wood, Delaware 87ers | - 3.er Mejor quinteto de la temporada - Trey Burke, Westchester Knicks - Walter Lemon, Fort Wayne Mad Ants - Jaron Blossomgame, Austin Spurs - Luke Kornet, Westchester Knicks - Landry Nnoko, Grand Rapids Drive |

| - Mejor quinteto defensivo de la temporada - Briante Weber, Sioux Falls Skyforce - Kadeem Allen, Maine Red Claws - Amile Jefferson, Iowa Wolves - Landry Nnoko, Grand Rapids Drive - Amida Brimah, Austin Spurs |

| - Mejor quinteto de rookies - Rodney Purvis, Lakeland Magic - Antonio Blakeney, Windy City Bulls - Amile Jefferson, Iowa Wolves - Nigel Hayes, Westchester Knicks - Thomas Bryant, South Bay Lakers |